# Циклодіастереомери
Циклодіастереомери (англ. cyclodiastereomers, рос. циклодиастереомеры) — тип стереоізомерів у циклічних сполуках з кількістю атомів n ≥ 10, коли їхні хіральні центри суміщаються при взаємонакладанні, але молекули в цілому не є ані ідентичними, ані дзеркальними відбитками одна одної і є одна відносно іншої діастереомерами.